# Grand-père viking
Grand-père viking est une mini-série télévisée française créée par Claude-Jean Bonnardot en 6 épisodes de 52—55 minutes, diffusée du 24 janvier 1976 au 6 mars 1976 sur la 1re chaîne de l'ORTF.

## Synopsis
Guillaume Pudepièce, enseigne de vaisseau, va bientôt faire le tour du monde sur le navire-école la « Jeanne-d’Arc ». Avant de s'embarquer, il décide de retourner à Bréhal, en Normandie, au pays de son enfance où il n'est pas revenu depuis dix ans. 
Guillaume s'intéresse à la forte personnalité de son grand-père Armand qu'il a particulièrement chéri et qui lui a donné le goût de l'aventure et le goût de la mer. Armand, marin pêcheur, fier et ombrageux, que tout le monde surnommait affectueusement Grand-père viking, a été porté disparu en mer une dizaine d'années plus tôt. Guillaume retrouve deux de ses meilleurs amis : Zita, un ancien acrobate de cirque, et le Mexicain, un va-nu-pieds pittoresque, qui vivent dans une cabane dans les dunes en bordure de mer. 
À travers les récits de ces deux marginaux, Guillaume reconstitue sa petite enfance et cherche à comprendre la cause de la mort de son grand-père.

## Fiche technique
- Titre  original : Grand-père viking
- Réalisateur : Claude-Jean Bonnardot
- Scénaristes : Claude-Jean Bonnardot, Henri  Lambert
- Photographie : Gilbert Duhalde
- Musique :  François Rauber
- Maquillage : Alain Folgoas
- Sociétés de production : 
  - Télévision Française 1 (TF1) 
  - Telfrance (TLFRA)
- Pays d'origine :  France
- Genre : Drame, Feuilleton
- Nombre d'épisodes : 6
- Durée : 52—55 minutes
- Date de première diffusion : 24 janvier 1976 sur la 1re chaîne de l'ORTF[1]
- Lieu de tournage : Bréhal, Saint-Martin de Bréhal, Bricqueville-sur-Mer, Les Salines, Gavray, Chanteloup, Granville, Chausey, Le Havre de la Vanlée[1],[2],[3]
- Date de tournage : été 1975[3]

## Distribution
- Etienne Bierry : Armand Pudepièce dit Grand-père viking
- Marie Déa : Sophie, la femme d'Armand
- Jean-Marie Bernicat : Pierre Pudepièce, le fils d'Armand
- Anne Aor : Hélène, la femme de Pierre
- Éric Laborey : Guillaume Pudepièce, le fils de Pierre, adulte
- Stéphane Bierry : Guillaume Pudepièce à 12 ans
- François Calvez : Guillaume Pudepièce à 6 ans
- Henri Lambert : Zita, l'ancien trapéziste
- André Lacombe : Constantin Castaing dit le Mexicain
- André Philip : Le maire de Bréhal
- Jocelyn Canoen : L'adjoint au maire
- Marc Chickly : un employé de la mairie
- Yves Peneau : Le curé de Bréhal
- Raymond De Baecker : Le médecin de Bréhal
- Arlette Chouraquy : la secrétaire du médecin
- Jean-Louis Allibert : Le notaire de Bréhal
- Georges Beauvilliers : André, le gendarme de Bréhal
- René Bériard : M. de Mesnil, le châtelain de Chanteloup
- Sarah Chanez : Mlle de Surville
- Antoine Mosin : Octave
- Jacques Lélut : Yves Le Guellec, le skipper du Lys Noir
- Jacques Van Dooren : Le dresseur du cirque Ratapoum
- Jean-Marie Bon : Pollini, le généalogiste de Marseille
- Marc Lamole : l'employé de la mairie de Saint-Vaast-la-Hougue
- Yvon Sarray : Antoine
- Christian Peythieu : l'habitant
- avec la participation d'habitants de Bréhal
- et d'habitants de Gavray.

## Autour du feuilleton
- Février 2017 : À Bréhal, où la série Grand-père viking a été en partie tournée, L'Association des Amis du Moulin du Hutrel et du Petit Patrimoine bréhalais  a tenu dans la salle de Saint-Martin une projection publique, étalée pendant deux dimanches, avec trois épisodes à chaque fois. L’événement a suscité un vif intérêt de la part des habitants, dont beaucoup se souviennent du tournage de la série et certains y ont même pris part[4],[3].

- Juillet—Août 2017 :  À Bréhal, L'Association des Amis du Moulin du Hutrel et du Petit Patrimoine Bréhalais a organisé une exposition sur le thème de la série télévisée Grand-père Viking[3],[5].